# Beli Manastir
Beli Manastir este un oraș în cantonul Osijek-Baranja, Croația, având o populație de 10.068 de locuitori (2011).

## Demografie
Componența etnică a orașului Beli Manastir
     Croați (57,11%)
     Sârbi (25,55%)
     Maghiari (7,96%)
     Romi (2,99%)
     Necunoscut (2%)
     Neclasificat (3,71%)
Componența confesională a orașului Beli Manastir
     Catolici (61,47%)
     Ortodocși (27,49%)
     Fără religie și atei (3,59%)
     Protestanți (1,61%)
     Alți creștini (1,28%)
     Musulmani (1%)
     Necunoscută (2,99%)
     Alte religii (0,57%)
Conform recensământului din 2011, orașul Beli Manastir avea 10.068 de locuitori. Din punct de vedere etnic, majoritatea locuitorilor (57,11%) erau croați, existând și minorități de sârbi (25,55%), maghiari (7,96%) și romi (2,99%). Apartenența etnică nu este cunoscută în cazul a 2,0% din locuitori. Din punct de vedere confesional, majoritatea locuitorilor (61,47%) erau catolici, existând și minorități de ortodocși (27,49%), persoane fără religie și atei (3,59%), protestanți (1,61%), null (1,28%) și musulmani (1,0%). Pentru 2,99% din locuitori nu este cunoscută apartenența confesională.